# 羅叔清
羅叔清，BBS，JP（1950年6月22日—），為新界社團聯會榮譽會長，香港中國星火基金會會長。1995年至1997年香港立法局議員。1997年至1998年任臨時立法會議員。曾任第九、十屆全國人大代表。現任香港特別行政區第十一屆全國人大代表。2000年獲香港政府頒授銅紫荊星章。2003年獲香港政府委任為太平紳士。